# Caratê nos Jogos Olímpicos de Verão de 2020 - Mais de 61 kg feminino
A categoria kumite mais de 61 kg feminino do caratê nos Jogos Olímpicos de Verão de 2020 ocorreu no dia 7 de agosto de 2021 no Nippon Budokan, em Tóquio. Um total de 10 caratecas, cada uma representando um Comitê Olímpico Nacional (CON), participaram do evento.

## Qualificação
Um total de 10 competidoras poderiam se qualificar para a categoria mais de 61 kg do kumite, cada uma representando um CON, conforme abaixo:
- 1 do país-sede, Japão;
- 4 pelo ranking de qualificação olímpica de maio de 2021;
- 3 pelo Torneio de Qualificação Olímpica do Caratê de 2021;
- 2 por representatividade continental ou por convite da Comissão Tripartite.

## Formato
A competição começou com uma fase grupos seguida por uma fase final eliminatória. Cada chave foi composta por cinco caratecas, com a classificada em primeiro lugar no Grupo A enfrentando a que terminou em segundo lugar no Grupo B nas semifinais, e vice-versa. Não houve disputas pela medalha de bronze nos eventos de kumite. As perdedoras das semifinais receberam uma medalha de bronze cada uma.

## Calendário
Horário local (UTC+9)
| Dia         | Horário | Fase           |
| ----------- | ------- | -------------- |
| 7 de agosto | 14:00   | Fase de grupos |
| 7 de agosto | 19:20   | Semifinal      |
| 7 de agosto | 19:55   | Final          |

## Medalhistas
| Ouro   | EGY Feryal Abdelaziz             |
| Prata  | AZE Irina Zaretska               |
| Bronze | CHN Gong Li KAZ Sofya Berultseva |

## Resultados

### Fase de grupos
Grupo A
| Carateca             | P | V | E | D | Pts | AZE | KAZ | ITA | JPN | TUR | Classificação |
| -------------------- | - | - | - | - | --- | --- | --- | --- | --- | --- | ------------- |
| AZE Irina Zaretska   | 4 | 3 | 0 | 1 | 6   | —   | 4–5 | 3–2 | 4–1 | 4–0 | Semifinal     |
| KAZ Sofya Berultseva | 4 | 2 | 1 | 1 | 5   | 5–4 | —   | 5–1 | 1–5 | 5–5 | Semifinal     |
| ITA Silvia Semeraro  | 4 | 2 | 0 | 2 | 4   | 2–3 | 1–5 | —   | 4–3 | 9–4 |               |
| JPN Ayumi Uekusa     | 4 | 2 | 0 | 2 | 4   | 1–4 | 5–1 | 3–4 | —   | 5–4 |               |
| TUR Meltem Hocaoğlu  | 4 | 0 | 1 | 3 | 1   | 0–4 | 5–5 | 4–9 | 4–5 | —   |               |

Grupo B
| Carateca             | P | V | E | D | Pts | EGY | CHN | SUI | IRI | ALG | Classificação |
| -------------------- | - | - | - | - | --- | --- | --- | --- | --- | --- | ------------- |
| EGY Feryal Abdelaziz | 4 | 2 | 1 | 1 | 5   | —   | 4–0 | 3–3 | 7–9 | 0–0 | Semifinal     |
| CHN Gong Li          | 4 | 2 | 1 | 1 | 5   | 0–4 | —   | 1–1 | 8–4 | 4–0 | Semifinal     |
| SUI Elena Quirici    | 4 | 2 | 1 | 1 | 5   | 3–3 | 1–1 | —   | 4–0 | 2–1 |               |
| IRI Hamideh Abbasali | 4 | 2 | 0 | 2 | 4   | 9–7 | 4–8 | 0–4 | —   | 4–0 |               |
| ALG Lamya Matoub     | 4 | 0 | 1 | 3 | 1   | 0–0 | 0–4 | 1–2 | 0–4 | —   |               |

### Fase final
|  | Semifinal              | Semifinal              |                      |   | Final | Final |
|  |                        |                        |                      |   |       |       |
|  |                        |                        |                      |   |       |       |
|  |                        |                        |                      |   |       |       |
|  | A1AZE Irina Zaretska   | 7                      |                      |   |       |       |
|  | A1AZE Irina Zaretska   | 7                      |                      |   |       |       |
|  | B2CHN Gong Li          | 2                      |                      |   |       |       |
|  | B2CHN Gong Li          | 2                      | A1AZE Irina Zaretska | 0 |       |       |
|  |                        |                        | A1AZE Irina Zaretska | 0 |       |       |
|  |                        | B1EGY Feryal Abdelaziz | 2                    |   |       |       |
|  | B1EGY Feryal Abdelaziz | B1EGY Feryal Abdelaziz | 2                    | 5 |       |       |
|  | B1EGY Feryal Abdelaziz |                        |                      | 5 |       |       |
|  | A2KAZ Sofya Berultseva | 4                      |                      |   |       |       |
|  | A2KAZ Sofya Berultseva | 4                      |                      |   |       |       |